# Alvise Giovanni Mocenigo
Alvise Giovanni Mocenigo (Venecia, 19 de mayo de 1701–ibídem, 31 de diciembre de 1778) fue dux de la República de Venecia desde 1763 hasta su muerte.

## Biografía
Restringió los privilegios de los clérigos y, en consecuencia, entra en un amargo conflicto con el papa Clemente XIII.
Al tratar de estimular la economía, hizo importantes acuerdos comerciales con Trípoli, Túnez, Marruecos, el Imperio ruso, y con América.
Se casó en 1739 con Pisana Conaro (fallecida en 1769) y en 1771 con Polissena Contarini Da Mula.
Murió el 31 de diciembre de 1778.